# 新西蘭蟾眼杜父魚
新西蘭蟾眼杜父魚，為輻鰭魚綱鮋形目杜父魚亞目隱棘杜父魚科的其中一種，為溫帶海水魚，分布於西南太平洋紐西蘭海域，棲息深度230-282公尺，體長可達26.2公分，棲息在底層水域，生活習性不明。

## 扩展阅读
維基物種上的相關：新西蘭蟾眼杜父魚